# Chen Xiaojun
Chen Xiaojun, född den 3 augusti 1992 i Chaozhou, Kina, är en kinesisk konstsimmare.
Hon tog OS-silver i lagtävlingen i konstsim i samband med de olympiska konstsimstävlingarna 2012 i London.